# Sobor, Győr-Moson-Sopron
Sobor  este un sat în districtul Csorna, județul Győr-Moson-Sopron, Ungaria, având o populație de 278 de locuitori (2011). 

## Demografie
Componența etnică a satului Sobor
     Maghiari (98,86%)
     Germani (1,14%)
Componența confesională a satului Sobor
     Luterani (21,22%)
     Fără religie (3,6%)
     Reformați (1,08%)
     Necunoscută (74,1%)
Conform recensământului din 2011, satul Sobor avea 278 de locuitori. Din punct de vedere etnic, majoritatea locuitorilor (98,86%) erau maghiari, cu o minoritate de germani (1,14%). Nu există o religie majoritară, locuitorii fiind luterani (21,22%), persoane fără religie (3,6%) și reformați (1,08%). Pentru 74,1% din locuitori nu este cunoscută apartenența confesională.